# Pterophanes
Pterophanes is een geslacht van vogels uit de familie kolibries (Trochilidae) en de geslachtengroep  Heliantheini (briljantkolibries). Er is één soort:
- Pterophanes cyanopterus  – Saffiervleugelkolibrie